# The Plan (musikalbum)
The Plan är The Plans självbetitlade debutalbum, utgivet 2001 på Majesty Recordings.

## Låtlista[2]
Där inte annat anges är låtarna skrivna av Theodor Jensen och The Plan.
1. "Mon Amour" - 3:00
2. "Let's Leave" - 4:22
3. "Slow Fall" - 3:07 (Jensen, Neckvall, Plan)
4. "The Wind Starts Blowing" - 3:35
5. "Daybreak" - 3:26
6. "Do Something" - 3:21
7. "Fell a Mile" - 3:41
8. "The Days Just Glide In" - 3:52
9. "Stay Right Here" - 3:47
10. "My Thing" - 3:30
11. "Foggy Days" - 3:45
12. "Skies Above" - 4:56

## Mottagande
The Plan snittar på 3,5/5 på Kritiker.se, baserat på tre recensioner.
Allmusic.com gav skivan betyget 3/5.

## Listplaceringar
| Lista (2001) | Topplacering |
| ------------ | ------------ |
| Sverige      | 2            |